# 布里尼翁
布里尼翁（法語：Brignon，法語發音：[bʁiɲɔ̃]）是法国加尔省的一个市镇，位于该省中部，属于阿莱斯区。

## 地理
布里尼翁（43°59'19"N, 4°12'50"E）面积6.67 平方千米，位于法国奧克西塔尼大區加尔省，该省份为法国南部沿海省份，南端濒地中海，北起顺时针与阿尔代什省、沃克吕兹省、罗讷河口省、埃罗省、阿韦龙省和洛泽尔省接壤。
与布里尼翁接壤的市镇（或旧市镇、城区）包括：布夸朗和诺济耶尔、卡斯泰尔诺-瓦朗斯、克吕维耶-拉斯库尔、穆萨克、圣塞赛尔-德戈济尼昂、索泽。

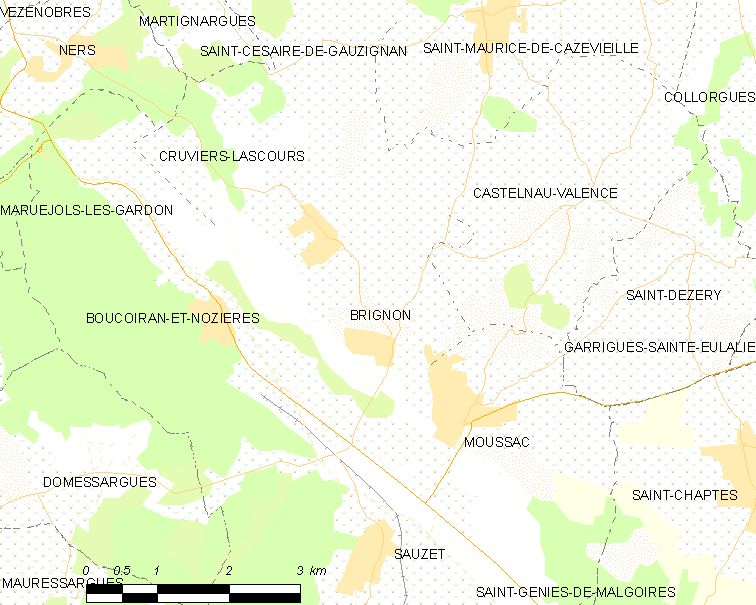
布里尼翁的OSM定位图

布里尼翁的时区为UTC+01:00、UTC+02:00（夏令时）。

## 行政
布里尼翁的邮政编码为30190，INSEE市镇编码为30053。

## 政治
布里尼翁所属的省级选区为基萨克县。

## 人口

1962-2008年间布里尼翁人口变化图示

布里尼翁于2022年1月1日时的人口数量为713人。